# Antonio Lamela

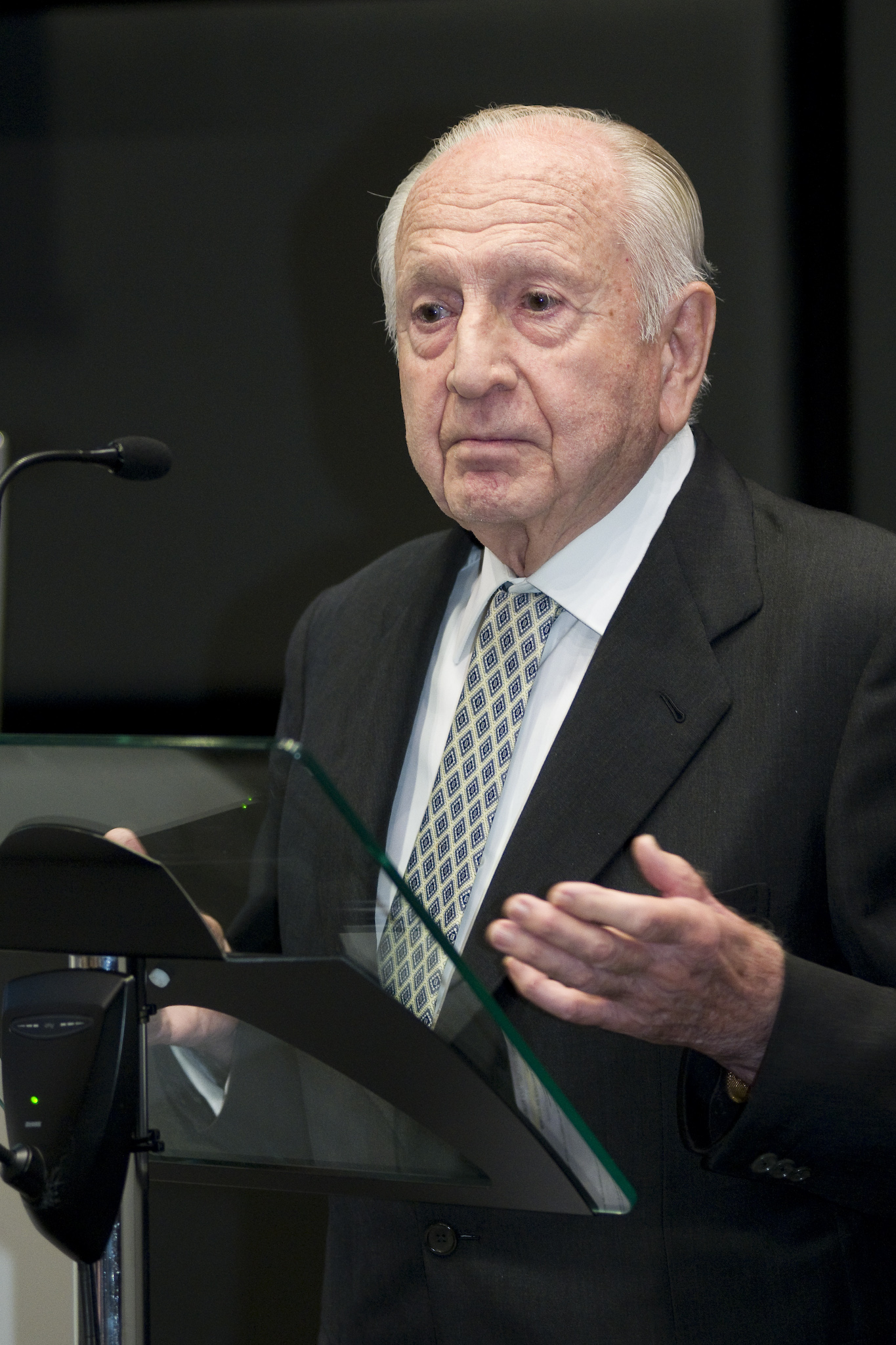
Antonio Lamela (2010)

Antonio Lamela Martinez  (* 18. Dezember 1926 in Madrid; † 1. April 2017 ebenda) war ein spanischer Architekt.
Lamela studierte an der Escuela Técnica Superior de Arquitectura de Madrid; ebenda wurde er 1959 promoviert. Ab 1954 betrieb er sein Estudio Lamela. Er verwirklichte viele bekannte Bauten in Spanien, darunter die Erweiterung des Estadio Santiago Bernabéu sowie zusammen mit Richard Rogers das Terminal T-4 des Flughafens Madrid-Barajas. Seine Arbeiten wurden national und international mit Preisen und Auszeichnungen bedacht.